# Guanyem Badalona en Comú
Guanyem Badalona en Comú (GBeC; en español: Ganemos Badalona en Común), inicialmente denominada Guanyem Badalona, es una plataforma ciudadana nacida de la confluencia de diversas fuerzas políticas y sociales, para presentarse a las elecciones municipales de 2015 en Badalona. Quedó en segunda posición en estos comicios, con 5 concejales, por detrás de los 10 del Partido Popular. Guanyem se postuló para gobernar, con María Dolores Sabater como alcaldesa, a través de un pacto con las fuerzas de izquierda de la ciudad.